# Marko Babić
Marko Babić (født 28. januar 1981 i Osijek, Jugoslavien) er en kroatisk tidligere fodboldspiller (midtbane/back).
Babić spillede 49 kampe og scorede tre mål for Kroatiens landshold i perioden 2002-2008. Han var med i den kroatiske trup til både EM 2004 i Portugal og VM 2006 i Tyskland.
På klubplan repræsenterede Babić blandt andet NK Osijek i hjemlandet, Bayer Leverkusen og Hertha Berlin i Tyskland samt Real Betis i Spanien.